# Germinal (film uit 1993)
Germinal is een Frans-Belgisch-Italiaanse film van Claude Berri uit 1993, gebaseerd op de gelijknamige roman van Émile Zola uit 1885. De titel van deze roman in de Nederlandse vertaling luidde 'De Mijn'.
Acteurs zijn onder meer Miou-Miou, Gérard Depardieu, Renaud en Jean Carmet. De film was op het moment van productie de duurste Franse film ooit. De film was in 1994 genomineerd voor 12 Césars, en won deze voor de Beste cinematografie en de Beste kostumering.
Het verhaal speelt zich af in een mijn in Noord-Frankrijk in de tweede helft van de negentiende eeuw en benadrukt de sociale misstanden. De titel verwijst naar de zevende maand van de Franse republikeinse kalender, de kiemmaand. Mislukte stakingen zijn als kiemen die groeien in de richting van emancipatie.

## Synopsis
De film begint midden in de nacht. De werkloze Étienne Lantier, in een vorig leven machinist, zoekt een job in de "Voreux", een mijn. Hij vervangt er de overleden mijnwerkster Fleurance en werkt onder leiding van Toussaint Maheu. De familie Maheu heeft tien monden van verschillende generaties te voeden. De mijn zelf is eigendom van anonieme aandeelhouders "die leven in Parijs".

## Rolverdeling
| Acteur                     | Personage                   |
| -------------------------- | --------------------------- |
| Miou-Miou                  | Maheude                     |
| Renaud                     | Étienne Lantier             |
| Jean Carmet                | Vincent Maheu dit Bonnemort |
| Judith Henry               | Catherine Maheu             |
| Jean-Roger Milo            | Chaval                      |
| Gérard Depardieu           | Toussaint Maheu             |
| Laurent Terzieff           | Souvarine                   |
| Bernard Fresson            | Victor Deneulin             |
| Jean-Pierre Bisson         | Rasseneur                   |
| Jacques Dacqmine           | Philippe Hennebeau          |
| Anny Duperey               | Madame Hennebeau            |
| Gérard Croce               | Maigrat                     |
| James Ard                  | the Priest                  |
| Frédéric van den Driessche | Paul Négrel                 |
| Annick Alane               | Madame Grégoire             |
| Pierre Lafont              | Léon Grégoire               |
| Cécile Bois                | Cécile Grégoire             |
| Yolande Moreau             | La Levaque                  |